# Theodor Stever

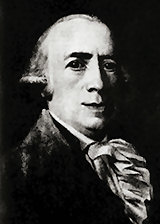
T. Stever

Theodor Stever (* 11. Oktober 1748 in Rostock; † 23. April 1834 ebenda; vollständiger Name: Johann Christian Theodor Stever) war ein deutscher Jurist. Er bekleidete bis zu seinem Tod das Amt eines Ratsherrn von Rostock.

## Leben
Theodor Stever war der Sohn des Rats- und Gewettssekretärs Theodor Ernst Stever. Er studierte Jura an der Universität Rostock und arbeitete anschließend als Gehilfe im Büro seines Vaters. 1775 wurde er Advokat, 1776 Protonotar. 1801 wurde Theodor Stever zum Ratsherren gewählt.
Theodor Stever war mit Justina Maria Stubbe verheiratet, sein Sohn Heinrich Kurt Stever, der 1818 nach Dorpat auswanderte, war ebenfalls Jurist. Ein Enkel ist der Kirchen- und Historienmaler Gustav Stever.